# Уряд Польщі у вигнанні
Уряд Польщі у вигнанні (пол. Rząd RP na uchodźstwie, офіційно Уряд Республіки Польща у вигнанні (пол. Rząd Rzeczypospolitej Polskiej na uchodźstwie)) — уряд Республіки Польща, що діяв після окупації країни у вересні-жовтні 1939 року. Уряду Республіки Польща у вигнанні під час війни підпорядковувалися збройні формування польського підпілля, що діяли в Польщі (Армія Крайова) і за кордоном. Місцеперебуванням уряду був Лондон.
Хоча і небагатьма визнаний та не маючи реальної влади, після Другої світової війни, Уряд функціонував до останніх днів комуністичного правління в Польщі і завершив свою діяльність після обрання Леха Валенси і прийняття ним присяги як Президентом Польщі та передачі йому президентських регалій від президента Ришарда Качоровського.

## Передумови створення
В ніч на 1 вересня 1939 року Німеччина розпочала вторгнення в Республіку Польща на західному польському кордоні. В ніч на 17 вересня 1939 року, в результаті вторгнення СРСР зі сходу, влада Республіки Польща була змушена перенести своє місцеперебування за межі країни, щоб уникнути полону і вимушеної капітуляції. В ніч з 17 на 18 вересня Президент РП і Верховний Головнокомандувач перейшли польсько-румунський кордон у Кутах, маючи намір згідно з V-ю Гаазькою конвенцією і союзним договором між Польщею і Румунією 1921 року переправитися до Франції. Перебуваючи під тиском Третього рейху, Франції і СРСР, влада Румунії під загрозою інтернування зажадала від влади Польщі відмовитися від державного суверенітету. Отримавши від президента Польщі, Прем'єра і Верховного Головнокомандувача відмову, Румунія помістила їх у підготовлені в першій половині вересня 1939 центри інтернування.

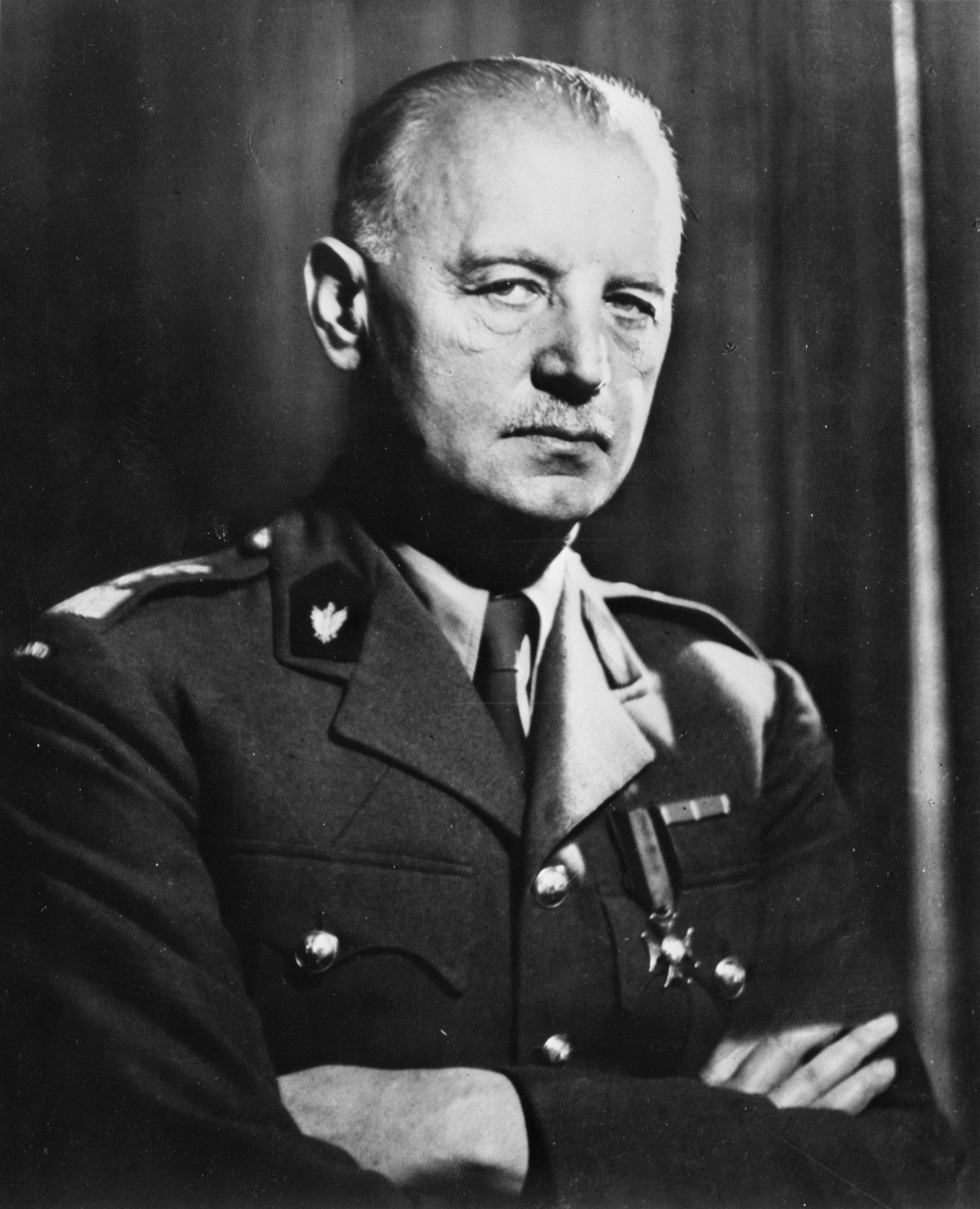
Генерал Владислав Сікорський, перший Голова Уряду

В цій ситуації стало необхідно створити керівництво Польщі з числа польських політиків, що перебували у Франції. 25 вересня президент Польщі Ігнацій Мосцицький відповідно до 13-ї статті Конституції Польщі призначив своїм наступником Болеслава Венява-Длугошовського, посла Польщі в Королівстві Італія.
Протести опозиції і вето французької влади, що було по суті втручанням у суверенітет союзника, змусили Венява-Длугошовського відмовитися від призначеного посту, і посаду Президента була запропонована Владиславу Рачкевичу, який в цей час знаходився в Парижі. Рачкевич прийняв присягу в посольстві Польщі негайно.

## Французький період (вересень 1939 - червень 1940 року)
Після дискусій Рачкевич призначив прем'єр-міністром генерала Владислава Сікорського, який створив свій коаліційний кабінет з представників Національної партії, Партії праці, Народної партії, Польської соціалістичної партії і санаційних політиків в складі:
- Владислав Сікорський — прем'єр-міністр, міністр військових справ, міністр внутрішніх справ, голова Польських Збройних Сил
- Август Залеський — міністр закордонних справ
- Станіслав Стронський — міністр інформації
- Адам Коц — міністр фінансів

Незабаром до складу уряду також увійшли:
- Генерал Юзеф Галлер — міністр без портфеля
- Александер Ладос — міністр без портфеля
- Ян Станчик — міністр соціального забезпечення
- Мар'ян Сейда — міністр юстиції
- Хенрік Страсбургер — змінив Адама Коца на посаді міністра фінансів.

2 жовтня 1939 президент видав декрет про розпуск сейму і сенату.
10 жовтня 1939 була створена спеціальна комісія з питання дослідження причин вересневого розгрому, на чолі якої став генерал Юзеф Галлер. В 1940 склад комісії оновили, але її діяльність не принесла очікуваних результатів.
У жовтні президент Рачкевич призначив своїм наступником генерала Казімєжа Соснковського на випадок, якщо він сам не зможе виконувати свої обов'язки до кінця війни.
У листопаді резиденцію уряду перевели в місто Анже.
7 листопада Сікорський вступив на посаду Верховного Головнокомандувача та Генерального Інспектора Збройних Сил.
13 листопада 1939 року був сформований Комітет Міністрів у справах Вітчизни, який мав намір контролювати рух опору в Польщі. 9 грудня була створена Національна Рада Республіки Польща — дорадчий орган уряду і президента з функціями парламенту. До його складу в різний час входило 12-24 членів партій, які підтримували уряд. На чолі Ради став Ігнацій Падеревський, а віце-головами — Тадеуш Білецький (Національна партія), Станіслав Миколайчик (Селянська партія) і Херман Ліеберман (Польська соціалістична партія). 18 грудня уряд опублікував декларацію, яка формулювала головні цілі еміграційного уряду. Декларація кваліфікувала гітлерівську Німеччину як головного ворога Польщі, підтверджувала стан війни з СРСР (яка, згідно з декларацією, йшла де-факто), проголосила, що буде вести боротьбу за визволення Польщі на боці антигітлерівської коаліції і оголосила про створення польської армії на Заході. Декларація також містила положення з питання кордонів повоєнної Польщі, про керівництво визвольним підпіллям і заклик до консолідації.
9 грудня, після відмови Ладоса від участі в уряді, як міністр без портфеля увійшов в уряд Генерал Соснковський, відомство внутрішніх справ прийняв Станіслав Кот, близький друг генерала Сікорського.

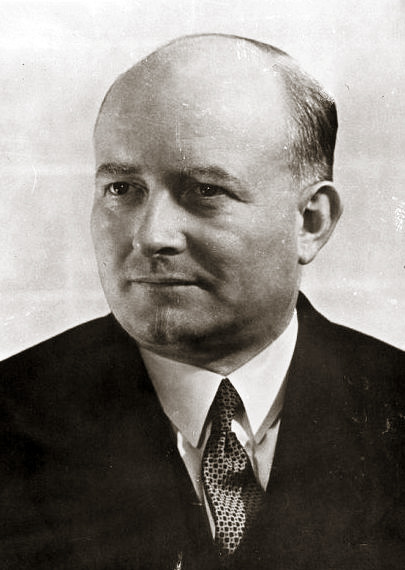
Станіслав Миколайчик, Другий голова Уряду

Одним з головних завдань еміграційного уряду було будівництво польських збройних сил на Заході. Було підписано низку договорів з британцями і французами, планувалося навіть створення 100-тисячного польської армії у Франції. Нарешті, 4 січня 1940 року було підписано польсько-французький військовий договір і військово-повітряну угоду. Хоча ці плани не вдалося до кінця реалізувати, але все ж у Франції вже навесні 1940 року були утворені 1-ша гренадерська дивізія (командир — бригадний генерал Броніслава Дуч), 2-га піхотна стрілецька дивізія (командир — бригадний генерал Броніслав Пругар-Кетлинг), окрема Підхалянська стрілецька бригада (бригадний генерал Зигмунт Бохуш-Шишка), Польські військово-повітряні сили з одного варшавського зведеного дивізіону, 3-тя та 4-та піхотні дивізії, 10-та бронетанкова кавалерійська бригада (бригадний генерал Станіслав Оф), карпатська стрілецька бригада (генерал Станіслав Копанський) в Сирії.

## Лондонський період (з червня 1940 року)
В 1940 році, з початком наступу німецьких військ на західному фронті та окупації Франції, для Уряду виникла загроза інтернування. 17 червня, за п'ять діб до капітуляції Франції, відбулася нарада польського уряду, який вирішив скористатися запрошенням прем'єр-міністра Великої Британії Вінстона Черчилля і перенести своє місцеперебування до Лондона. 19 червня прем'єр- міністр Сікорський звернувся по радіо до солдатів із закликом прибути до Великої Британії (до Англії зуміла перебратися лише третина Польських Збройних Сил). 5 серпня 1940 був підписаний польсько-британський військовий договір.
Продовжувалася розбудова війська: було сформовано I-й польський корпус (в 1942 році перейменований в I-й мото-бронетанковий корпус; командир — генерал дивізії Маріан Влодзімеж Кукель), окрема парашутна бригада (командир — генерал Сосабовський) і 1-ша бронетанкова дивізія (командир — генерал Мачек).
У другій половині 1940 року Уряд Польщі проводив активні переговори з чехословацьким урядом у вигнанні і 11 листопада було підписано польсько-чехословацьку декларацію про створення після війни федерації держав Центральної Європи (відкритою і для інших держав). Проте, здійснення цього плану було припинено.
Під кінець 1940 року з ініціативи уряду була створена Делегатура Уряду на Батьківщині як представництво уряду в окупованій Польщі. Делегатом Уряду був призначений Цириль Ратайський (до вересня 1942) після нього цю посаду прийняв Ян Пекалкевич (до 1943), після його арешту — Ян Станіслав Янковський (до 1945). Останнім делегатом був Стефан Корбонський (до арешту 28 червня 1945).
В 1941 році, з початком Радянсько-німецької війни, Уряд запропонував СРСР допомогу і висловив готовність до співпраці. За посередництва англійського уряду були розпочаті польсько-радянські переговори, в результаті 30 липня було підписано спеціальну угоду, відому як Угода Сікорського-Майського. Факт підписання цього договору викликав кризу в Уряді і пов'язаним з ним підпіллям. 27 липня міністр закордонних справ Аугуст Залеський подав у відставку. У відставку також пішли Сейда і Соснковський. Новим міністром закордонних справ з 3 вересня став Едвард Рачинський, міністром внутрішніх справ — Станіслав Миколайчик, міністром юстиції — Херман Ліберман. Була також розпущена Національна Рада (її новий склад був скликаний лише 3 лютого 1942 року, головою став Станіслав Грабський).
12 серпня 1941 року Верховна Рада СРСР видала декрет про амністію для поляків, що перебували у в'язницях в СРСР.
14 серпня був підписаний військовий польсько-радянський договір, на основі якого мали намір сформувати з відпущених ув'язнених польську армію (яка організаційно і персонально мала підпорядковуватися полякам, а тактично — радянському командуванню). У вересні на посаду командувача армії був призначений генерал Владислав Андерс. 30 листопада в СРСР прибув генерал Сікорський. 3-4 грудня 1941 він провів серію бесід зі Сталіним, які увінчалися підписанням Декларації Уряду СРСР та Уряду Польської Республіки про дружбу і взаємну допомогу. Також була досягнута домовленість про збільшення польської армії до 96 тис. чоловік.
18 березня 1942 року Урядом СРСР була задоволена вимога Уряду Польщі щодо евакуації особового складу польської армії до Ірану. Евакуація армії Андерса в Іран відбулась навесні—влітку 1942 року і була завершена до 1 вересня.
1 жовтня 1943 року була розроблена інструкція Уряду у вигнанні для Армії Крайової, яка містила застороги на випадок несанкціонованого польським урядом вступу радянських військ на довоєнну територію Польщі: «Польський уряд направляє протест Об'єднаним націям проти порушення польського суверенітету — внаслідок вступу Рад на територію Польщі без узгодження з польським урядом — одночасно заявляючи, що країна з Радами взаємодіяти не буде. Уряд одночасно застерігає, що у разі арешту представників підпільного руху і якихось репресій проти польських громадян підпільні організації перейдуть до самооборони».
14 листопада 1944 року Уряд ухвалив рішення про створення організації «Непідлеглість». 18 листопада новому командувачу АК генералу Л. Окулицькому, який змінив полоненого Т. Бур-Коморовського, були направлені інструкції, якими знову підтверджувалося право загонів АК на самооборону та рекомендувалося ухилятися від призову у Військо Польське і зберігати вірність Уряду у вигнанні. Тим не менше, в результаті активної чекістської діяльності, «Непідлеглість» повністю припинила своє існування навесні 1945 року, коли майже всі активні члени керівництва та генерал Леопольд Окулицький були заарештовані.

## Післявоєнний час (1945-1990 роки )
28 червня 1945 року відповідно до Ялтинських домовленостей Тимчасовий уряд Польської Республіки було розширено за рахунок демократичних діячів з самої Польщі і поляків з-за кордону і перетворено на Тимчасовий уряд національної єдності. 5 липня 1945 року Велика Британія і Сполучені Штати перестали визнавати цей уряд. Останні частини Польських Збройних Сил на Заході були розпущені в 1947 році.
Ірландія, Іспанія і Святий престол (до 1958 року) були останніми державами, які визнавали Уряд Польщі у вигнанні.
Зважаючи на той факт, що Аугуст Залеський по завершенні терміну повноважень відмовився передати посаду наміченому наступнику, в 1954 році в уряді стався розкол, і більшість поляків у еміграції перестала підтримувати Аугуста Залеського.
Резиденція Президента розташовувалася в лондонському кварталі Челсі, 43 Eaton Place і в даний час перетворена на Музей.